# جون هووكر ليفيت
جون هووكر ليفيت هو مصرفي وسياسي أمريكي، ولد في 1831، وتوفي في 1906. نشط حزبياً في الحزب الجمهوري. وقد انتخب عضو مجلس ولاية آيوا ‏.